# Lučin Vrh
Lučin Vrh – szczyt w paśmie Durmitor, w Górach Dynarskich, położony w Czarnogórze. Sąsiaduje z Bobotov Kuk na wschodzie.